# Zidane Zeraoui El Awad
Zidane Zeraoui El Awad es un profesor e investigador mexicano (naturalizado) de origen argelino que se especializa en relaciones internacionales y el Medio Oriente en el Instituto Tecnológico de Estudios Superiores de Monterrey. Su trabajo ha sido reconocido con la calidad de segundo nivel en el Sistema Nacional de Investigadores de México.

## Trayectoria
Zeraoui El Awad se recibió en periodismo y en ciencias de la información en la Universidad de Argelia en Argelia.
El profesor no vino a México con la intención de quedarse, pero se naturalizó como ciudadano mexicano, haciendo maestría y doctorado en ciencias políticas en la Universidad Autónoma de México.
Él se describe a sí mismo como "adicto al trabajo" (“work-a-holic”) y actualmente vive en Monterrey, Mexico.

## Carrera
Zeraoui El Awad es un experto en política internacional, su especialidad está dirigida al Medio Oriente y agentes nuevos en relaciones internacionales.
Comenzó su trabajo como profesor en la Universidad Iberoamericana, donde coordinaba la carrera de relaciones internacionales, esto fue de 1987 a 1988.
Desde 1993, Zeraoui ha impartido clases en el Instituto Tecnológico de Estudios Superiores de Monterrey, principalmente en el Campus Monterrey. Fue director del departamento de Relaciones Internacionales de 1997 a 2003, así como coordinador de la maestría en educación especializada en Relaciones Internacionales en la Universidad TecVirtual de 1995-1997. Actualmente es coordinador de internacionalización con la división de Humanidades y Ciencias Sociales del Campus.
En 1990 fue director de departamento pero a él no le gustaba la posición final administrativa. Propuso cambiar el manejo del sistema de archivos de personal, ahora llamado el sistema de ADP.
Él es uno de los creadores del Programa de Liderazgo Empresarial Internacional, uno de los programas del sistema,que envía estudiantes a distintos países de Europa, Sudamérica y Asia para completar y realizar proyectos.
El profesor ha enseñado más de noventa materias de distintos cursos, todos ellos relacionados con las relaciones internacionales y el Medio Oriente, incluyendo los cursos en la Universidad de las América de Puebla, la Universidad Nacional Autónoma de México, la Universidad Iberoamericana y la Universidad Femenina de México, así como cursos de francés y árabe en Argelia y México.
Zeraoui El Awad ha participado aproximadamente en 280 conferencias,cursos y seminarios de relaciones internacionales y el Medio Oriente.
Zaraoui es uno de los profesores más reconocidos y buscados del Campus Monterrey, y su trabajo ha sido reconocido con nivel 2 en el Sistema Nacional de Investigadores of CONACYT.
Es miembro de los consejos editoriales del Documento ocasional de la Asociación de Estudiantes Mexicanos de la Universidad de Miami, y la Revista de Relaciones Internacionales del Instituto Tecnológico de Estudios Superiores de Monterrey.

## Publicaciones
Sus publicaciones incluyen: El mundo árabe: imperialismo y nacionalismo (1981); Argelia-Libia: Islam y socialismo (1986); Siria-Iraq: El Ba´th en el poder (1986); Judaísmo versus sionismo: una interpretación materialista del judaísmo norteamericano (1988); Islam y Política: los procesos políticos árabes contemporáneos (2008); México: los proyectos de su modernidad (1999); Modernidad y posmodernidad: la crisis de los valores y paradigmas (2000) and Política internacional contemporánea" (2004).
Zeraoui El Awad también es coautor de otros diez títulos en el ámbito de las relaciones internacionales, entre ellos:  Inmigración árabe en México en los siglos XIX y XX: La asimilación y la Herencia árabe "'(2010), más de treinta y tres artículos revisados por pares y más de 240 artículos en periódicos y revistas de información general, incluidas las de la Revista Tiempo, Uno Más Uno, El Norte y Siempre.